# Nikola Lončar
Nikola Loncar, Nikola Loncar Arsenijevic, né le 31 mai 1972 à Kragujevac, est un joueur serbe de basket-ball, évoluant au poste d'ailier.

## Biographie
Consultant pour la NBA, il évolue sur CANAL + Espagne.
Il est également l'entraîneur occasionnel de Feliciano Lopez, joueur de tennis espagnol.

## Club
- 1989-1995 :  Partizan Belgrade (1er division)
- 1995-1996 :  Real Madrid (Liga ACB)
- 1996-1997 :  Varese Roosters (Lega A)
- 1997-1998 :  PSG Racing (Pro A)
- 1998-1999 :  Maccabi Tel-Aviv (1er division)
- 1999-2000 :  Rb Montecatini Terme (Lega A)
- 2000-2002 :  Breogán Lugo (Liga ACB)
- 2002-2005 :  Adecco Estudiantes (Liga ACB)
- 2005-2006 :  Milan (Lega A)

puis  Partizan Belgrade (1er division)

## Palmarès

### Club
- Champion de Yougoslavie en 1992 et 1995
- Champion de Serbie-Monténégro en 2006
- Vainqueur de la coupe de Yougoslavie en 1992, 1994 et 1995
- Finaliste de la Ligue Adriatique en 2006
- Champion d'Israël en 1999
- Finaliste du Championnat d'Espagne en 2004

### Sélection nationale
- Jeux olympiques d'été
  -  Médaille d'argent aux Jeux olympiques de 1996
- Championnat du monde
  -  Champion du monde 1998
- Championnat d'Europe
  -  Champion d'Europe 1997 en Espagne avec la Yougoslavie
  -  Médaille de bronze aux Championnats d'Europe 1999 en France